# Саїд Ебрахімі
Саїд Ебрахімі (перс. سعید ابراهیمی; нар. 22 грудня 1982, Нехавенд, провінція Хамадан) —  іранський борець вільного стилю, срібний призер чемпіонату світу, дворазовий чемпіон Азії, переможець Кубку світу, учасник Олімпійських ігор. 
Боротьбою займається з 1997 року. 

## Виступи на Олімпіадах
| Змагання                    | Збірна | Вагова категорія | Місце |
| --------------------------- | ------ | ---------------- | ----- |
| Літні Олімпійські ігри 2008 | Іран   | 96 кг            | 10    |

## Виступи на Чемпіонатах світу
| Змагання                        | Збірна | Вагова категорія | Місце  |
| ------------------------------- | ------ | ---------------- | ------ |
| Чемпіонат світу з боротьби 2007 | Іран   | 96 кг            | Срібло |
| Чемпіонат світу з боротьби 2009 | Іран   | 96 кг            | 5      |

## Виступи на Чемпіонатах Азії
| Змагання                       | Збірна | Вагова категорія | Місце  |
| ------------------------------ | ------ | ---------------- | ------ |
| Чемпіонат Азії з боротьби 2005 | Іран   | 84 кг            | Золото |
| Чемпіонат Азії з боротьби 2009 | Іран   | 96 кг            | Золото |

## Виступи на Кубках світу
| Змагання                    | Збірна | Вагова категорія | Місце  |
| --------------------------- | ------ | ---------------- | ------ |
| Кубок світу з боротьби 2009 | Іран   | 96 кг            | Золото |

## Виступи на інших змаганнях
| Змагання         | Збірна | Вагова категорія | Місце  |
| ---------------- | ------ | ---------------- | ------ |
| Кубок Тахті 2013 | Іран   | 120кг            | Бронза |